# Paris-Roubaix 1929
La 30e édition de la course cycliste Paris-Roubaix a lieu le 31 mars 1929 et est remportée par le Belge Charles Meunier, qui profite de la chute de Georges Ronsse et Aimé Déolet sur la piste du stade Amédée-Prouvost de Wattrelos, où est jugée l'arrivée.

## Parcours
Le départ de cette édition se fait au Vésinet. La course passe par Pontoise, Méru, Beauvais, Breteuil, Amiens, Doullens, Arras, Hénin-Liétard, Seclin. L'arrivée est déplacée au stade Amédée-Prouvost de Wattrelos, dont les tribunes permettent aux organisateurs d'enregistrer des recettes grâce au public.

## Déroulement de la course
Au bas de la côte de Doullens, les Belges Julien Vervaecke et Van Rossem attaquent, rejoints par les Français Mauclair et Foucaux. Vervaecke passe en tête au sommet de la côte, avec plus de deux minutes d'avance sur le peloton. Les échappés ne collaborent pas au mieux et 25 coureurs les rattrapent à Arras, où s'effectuent le contrôle de ravitaillement.
Les Belges Aimé Déolet, Charles Meunier et Georges Ronsse, tous trois de l'équipe La Française, et Alfred Hamerlinck s'échappent. Ce dernier subit une crevaison à Hénin-Liétard et doit abandonner. Les trois autres gardent la tête de la course. Ronsse fait forte impression. Il est victime d'une crevaison à 16 kilomètres de l'arrivée mais rejoint vite ses coéquipiers.
Bien que prudent sur la piste cendrée du stade Amédée-Prouvost, Ronsse chute dans le dernier virage et entraîne avec lui Déolet. Meunier franchit seul la ligne d'arrivée et remporte ce Paris-Roubaix. Ronsse franchit la ligne d'arrivée en deuxième position, la bicyclette sur l'épaule. À la suite de cet incident, le public envahit la piste. Le peloton est empêché d'entrer dans le stade et la sixième place n'est pas disputée.
La presse commente négativement le dénouement de cette course. Dès l'année suivante, l'arrivée est déplacée à l'avenue des Villas. Charles Meunier est un vainqueur surprise. Inconnu jusqu'au Paris-Roubaix 1928 dont il prend la troisième place, sa carrière est écourtée par un genou douloureux et son palmarès professionnel ne compte pas d'autre victoire,.

## Classement final
|   | Cycliste           | Pays       | Équipe        |    | Temps           |
| - | ------------------ | ---------- | ------------- | -- | --------------- |
| 1 | Charles Meunier    | Belgique   | La Française  | en | 8 h 54 min 50 s |
| 2 | Georges Ronsse     | Belgique   | Automoto      | +  | 12 s            |
| 3 | Aimé Deolet        | Belgique   | Alcyon-Dunlop |    | 48 s            |
| 4 | Armand Van Bruaene | Belgique   | La Nordiste   |    | 2 min 30 s      |
| 5 | Gaston Rebry       | Belgique   | Alcyon-Dunlop |    | 2 min 30 s      |
| 6 | Jean Aerts         | Belgique   |               |    | 2 min 30 s      |
| 6 | Ernest Neuhard     | France     |               |    | 2 min 30 s      |
| 6 | Julien Moineau     | France     |               |    | 2 min 30 s      |
| 6 | Roger Grégoire     | France     |               |    | 2 min 30 s      |
| 6 | Julien Perrain     | France     |               |    | 2 min 30 s      |
| 6 | Jan Mertens        | Belgique   |               |    | 2 min 30 s      |
| 6 | Aimé Dossche       | Belgique   |               |    | 2 min 30 s      |
| 6 | Nicolas Frantz     | Luxembourg |               |    | 2 min 30 s      |
| 6 | Victor Fontan      | France     |               |    | 2 min 30 s      |
| 6 | Désiré Louesse     | Belgique   |               |    | 2 min 30 s      |
| 6 | Émile Joly         | Belgique   |               |    | 2 min 30 s      |
| 6 | Maurice Geldhof    | Belgique   |               |    | 2 min 30 s      |
| 6 | August Mortelmans  | Belgique   |               |    | 2 min 30 s      |
| 6 | Joseph Mauclair    | France     |               |    | 2 min 30 s      |
| 6 | Julien Vervaecke   | Belgique   |               |    | 2 min 30 s      |